# Rhabdodon
Rhabdodon (gr. "diente alargado") es un género con dos especies descriptas de dinosaurios ornitópodos rabdodóntidos, que vivieron a finales del período Cretácico, hace aproximadamente entre 70 a 66 millones de años, en Maastrichtiense, en lo que hoy es Europa.

## Descripción

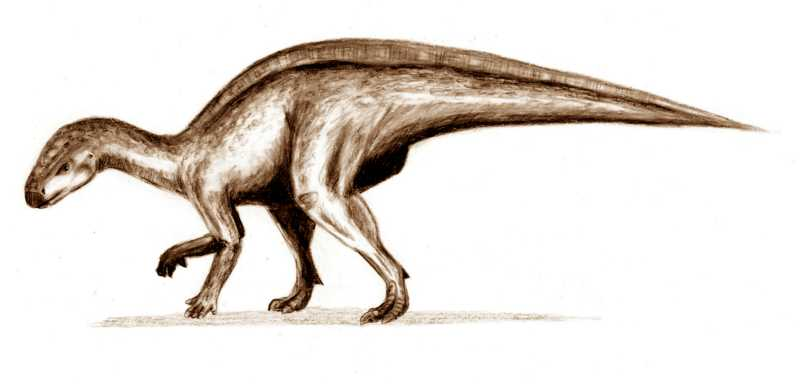
Recreación de Rhabdodon septimanicus

Rhabdodon fue un dinosaurio corredor de 4,5 metros de largo, 1,7 de alto y un peso de 500 kilogramos. Poseía un pico duro y varias hileras de dientes que le permitían desmenuzar los alimentos más duros. Se desplazaba alternadamente en dos o en cuatro patas. En los miembros delanteros poseía cuatro dedos para manipular los alimentos y las traseras con uñas en forma de cascos que le permitían una rápida huida. El Rhabdodon era grande en comparación con sus parientes más cercanos y, de hecho, un artículo de 2012 Ősi y colegas determinaron que es más grande que el estado basal de los rabdodóntido. Por lo que sugirieron que realmente experimentó gigantismo en el "continente" y no enanismo insular como se sugirió anteriormente.

## Descubrimiento e investigación
Se conocen dos especies de Rhabdodon, Rhabdodon priscus, la especie tipo y R. septimanicus descrita por Buffetaut y Le Loeuff en 1991. Actualmente se conocen restos de Rhabdodon en el sur de Francia, aunque se han asignado al género restos fragmentarios del este de España y en  Rumania, en lo que fuera en el mesozoico la isla de Haţeg. Restos de dinosaurio muy similares, fragmentos del hueso del fémur y del miembro, también se conocen de la República Checa.
La especie R. priscus, es uno de los primeros dinosaurios conocidos, ya en el siglo XIX, si bien a través del tiempo fueron encontrados sus restos de manera dispersa e incompleta, en diversas partes de Europa, lo que llevó a los paleontólogos durante un tiempo a clasificarlos bajo diferentes nombres. Y fue así, que aparecen nombres como Iguanodon suessi, Oligosaurus adelus, Ornithomerus gracilis, Mochlodon robustus, M. priscus, M. suessi, M. inkeyi, Onychosaurus hungaricus y Camptosaurus inkeyi. Oligosaurus, de hecho, a menudo ha sido considerado como un enigma debido a que no puede ser adscrito a ningún grupo de los dinosaurios ornitisquios o a los saurisquios. De pequeño tamaño debido a que vivía en un ambiente insular, como era Europa en esa época.
Rhabdodon priscus es la especie tipo, siendo nombrada en 1869 por Philippe Matheron. El nombre del género significa "diente acanalado", mientras que la designación de especie significa "primitivo" y estaba originalmente en el formato correcto neutral "priscum". En 1831 Friedrich Ludwig Fleischmann ya había llamado así a una serpiente, pero por una decisión de la ICZN el nombre del dinosaurio Rhabdodon fue declarado como un nomen conservandum. Una segunda especie fue descrita en 1991, R. septimanicus por Buffetaut y Le Loeuff, basada en un fragmento aislado de la mandíbula, pero éste puede ser de la misma especie. Posteriormente, sobre los restos de la especie R. robustus se instauró el género Zalmoxes, mientras que la especie austríaca Mochlodon suessi se considera también como un género propio.

## Clasificación
Es similar en construcción a un "hipsilofodonte" muy robusto, un ornitópodo no iguanodontido, aunque todos los análisis filogenéticos modernos encuentran que estos son una agrupación antinatural y que Rhabdodon es un miembro basal de Iguanodontia.

### Filogenia
El cladograma a continuación se basa en el análisis de Ösi et al. en 2012.
|  | Dryomorpha    |
|  |               |
|  | Tenontosaurus |
|  |               |

|  | Rhabdodon                                              |
|  |                                                        |
|  | \| \| Mochlodon \| \| \| \| \| \| Zalmoxes \| \| \| \| |
|  |                                                        |
|  | Mochlodon                                              |
|  |                                                        |
|  | Zalmoxes                                               |
|  |                                                        |

|  | Mochlodon |
|  |           |
|  | Zalmoxes  |
|  |           |

|  | Dryomorpha    |
|  |               |
|  | Tenontosaurus |
|  |               |

|  | Rhabdodon                                              |
|  |                                                        |
|  | \| \| Mochlodon \| \| \| \| \| \| Zalmoxes \| \| \| \| |
|  |                                                        |
|  | Mochlodon                                              |
|  |                                                        |
|  | Zalmoxes                                               |
|  |                                                        |

|  | Mochlodon |
|  |           |
|  | Zalmoxes  |
|  |           |

|  | Dryomorpha    |
|  |               |
|  | Tenontosaurus |
|  |               |

|  | Rhabdodon                                              |
|  |                                                        |
|  | \| \| Mochlodon \| \| \| \| \| \| Zalmoxes \| \| \| \| |
|  |                                                        |
|  | Mochlodon                                              |
|  |                                                        |
|  | Zalmoxes                                               |
|  |                                                        |

|  | Mochlodon |
|  |           |
|  | Zalmoxes  |
|  |           |

|  | Dryomorpha    |
|  |               |
|  | Tenontosaurus |
|  |               |

|  | Rhabdodon                                              |
|  |                                                        |
|  | \| \| Mochlodon \| \| \| \| \| \| Zalmoxes \| \| \| \| |
|  |                                                        |
|  | Mochlodon                                              |
|  |                                                        |
|  | Zalmoxes                                               |
|  |                                                        |

|  | Mochlodon |
|  |           |
|  | Zalmoxes  |
|  |           |

|  | Dryomorpha    |
|  |               |
|  | Tenontosaurus |
|  |               |

|  | Rhabdodon                                              |
|  |                                                        |
|  | \| \| Mochlodon \| \| \| \| \| \| Zalmoxes \| \| \| \| |
|  |                                                        |
|  | Mochlodon                                              |
|  |                                                        |
|  | Zalmoxes                                               |
|  |                                                        |

|  | Mochlodon |
|  |           |
|  | Zalmoxes  |
|  |           |

|  | Dryomorpha    |
|  |               |
|  | Tenontosaurus |
|  |               |

|  | Rhabdodon                                              |
|  |                                                        |
|  | \| \| Mochlodon \| \| \| \| \| \| Zalmoxes \| \| \| \| |
|  |                                                        |
|  | Mochlodon                                              |
|  |                                                        |
|  | Zalmoxes                                               |
|  |                                                        |

|  | Mochlodon |
|  |           |
|  | Zalmoxes  |
|  |           |

|  | Dryomorpha    |
|  |               |
|  | Tenontosaurus |
|  |               |

|  | Rhabdodon                                              |
|  |                                                        |
|  | \| \| Mochlodon \| \| \| \| \| \| Zalmoxes \| \| \| \| |
|  |                                                        |
|  | Mochlodon                                              |
|  |                                                        |
|  | Zalmoxes                                               |
|  |                                                        |

|  | Mochlodon |
|  |           |
|  | Zalmoxes  |
|  |           |

|  | Dryomorpha    |
|  |               |
|  | Tenontosaurus |
|  |               |

|  | Rhabdodon                                              |
|  |                                                        |
|  | \| \| Mochlodon \| \| \| \| \| \| Zalmoxes \| \| \| \| |
|  |                                                        |
|  | Mochlodon                                              |
|  |                                                        |
|  | Zalmoxes                                               |
|  |                                                        |

|  | Mochlodon |
|  |           |
|  | Zalmoxes  |
|  |           |

|  | Dryomorpha    |
|  |               |
|  | Tenontosaurus |
|  |               |

|  | Rhabdodon                                              |
|  |                                                        |
|  | \| \| Mochlodon \| \| \| \| \| \| Zalmoxes \| \| \| \| |
|  |                                                        |
|  | Mochlodon                                              |
|  |                                                        |
|  | Zalmoxes                                               |
|  |                                                        |

|  | Mochlodon |
|  |           |
|  | Zalmoxes  |
|  |           |

|  | Dryomorpha    |
|  |               |
|  | Tenontosaurus |
|  |               |

|  | Rhabdodon                                              |
|  |                                                        |
|  | \| \| Mochlodon \| \| \| \| \| \| Zalmoxes \| \| \| \| |
|  |                                                        |
|  | Mochlodon                                              |
|  |                                                        |
|  | Zalmoxes                                               |
|  |                                                        |

|  | Mochlodon |
|  |           |
|  | Zalmoxes  |
|  |           |

|  | Dryomorpha    |
|  |               |
|  | Tenontosaurus |
|  |               |

|  | Rhabdodon                                              |
|  |                                                        |
|  | \| \| Mochlodon \| \| \| \| \| \| Zalmoxes \| \| \| \| |
|  |                                                        |
|  | Mochlodon                                              |
|  |                                                        |
|  | Zalmoxes                                               |
|  |                                                        |

|  | Mochlodon |
|  |           |
|  | Zalmoxes  |
|  |           |

|  | Dryomorpha    |
|  |               |
|  | Tenontosaurus |
|  |               |

|  | Rhabdodon                                              |
|  |                                                        |
|  | \| \| Mochlodon \| \| \| \| \| \| Zalmoxes \| \| \| \| |
|  |                                                        |
|  | Mochlodon                                              |
|  |                                                        |
|  | Zalmoxes                                               |
|  |                                                        |

|  | Mochlodon |
|  |           |
|  | Zalmoxes  |
|  |           |

|  | Dryomorpha    |
|  |               |
|  | Tenontosaurus |
|  |               |

|  | Rhabdodon                                              |
|  |                                                        |
|  | \| \| Mochlodon \| \| \| \| \| \| Zalmoxes \| \| \| \| |
|  |                                                        |
|  | Mochlodon                                              |
|  |                                                        |
|  | Zalmoxes                                               |
|  |                                                        |

|  | Mochlodon |
|  |           |
|  | Zalmoxes  |
|  |           |

|  | Dryomorpha    |
|  |               |
|  | Tenontosaurus |
|  |               |

|  | Rhabdodon                                              |
|  |                                                        |
|  | \| \| Mochlodon \| \| \| \| \| \| Zalmoxes \| \| \| \| |
|  |                                                        |
|  | Mochlodon                                              |
|  |                                                        |
|  | Zalmoxes                                               |
|  |                                                        |

|  | Mochlodon |
|  |           |
|  | Zalmoxes  |
|  |           |

|  | Dryomorpha    |
|  |               |
|  | Tenontosaurus |
|  |               |

|  | Rhabdodon                                              |
|  |                                                        |
|  | \| \| Mochlodon \| \| \| \| \| \| Zalmoxes \| \| \| \| |
|  |                                                        |
|  | Mochlodon                                              |
|  |                                                        |
|  | Zalmoxes                                               |
|  |                                                        |

|  | Mochlodon |
|  |           |
|  | Zalmoxes  |
|  |           |

|  | Dryomorpha    |
|  |               |
|  | Tenontosaurus |
|  |               |

|  | Rhabdodon                                              |
|  |                                                        |
|  | \| \| Mochlodon \| \| \| \| \| \| Zalmoxes \| \| \| \| |
|  |                                                        |
|  | Mochlodon                                              |
|  |                                                        |
|  | Zalmoxes                                               |
|  |                                                        |

|  | Mochlodon |
|  |           |
|  | Zalmoxes  |
|  |           |

## Paleoecología
Rhabdodon priscus se conoce a partir de un espécimen de la Formación Marnes Rouges Inférieures. El material de R. priscus incluye un dentario y muchos otros restos poscraneales. Más específicamente, se conoce de la capa de Bellevue, que ha producido muchos fósiles de vertebrados. Aunque produjo muchos vertebrados, la formación solo tiene un escaso registro de plantas e invertebrados. Los vertebrados no dinosaurios consisten en Lepisosteus, una tortuga indeterminada y un cocodrilo. La fauna de dinosaurios de la Formación Marnes Rouges Inférieures incluye Ampelosaurus, un animal clasificado como Dromaeosauridae indet. y un Ankylosauria indet.. También se han recuperado el posible ave Gargantuavis philoinos y huevos de dinosaurio.

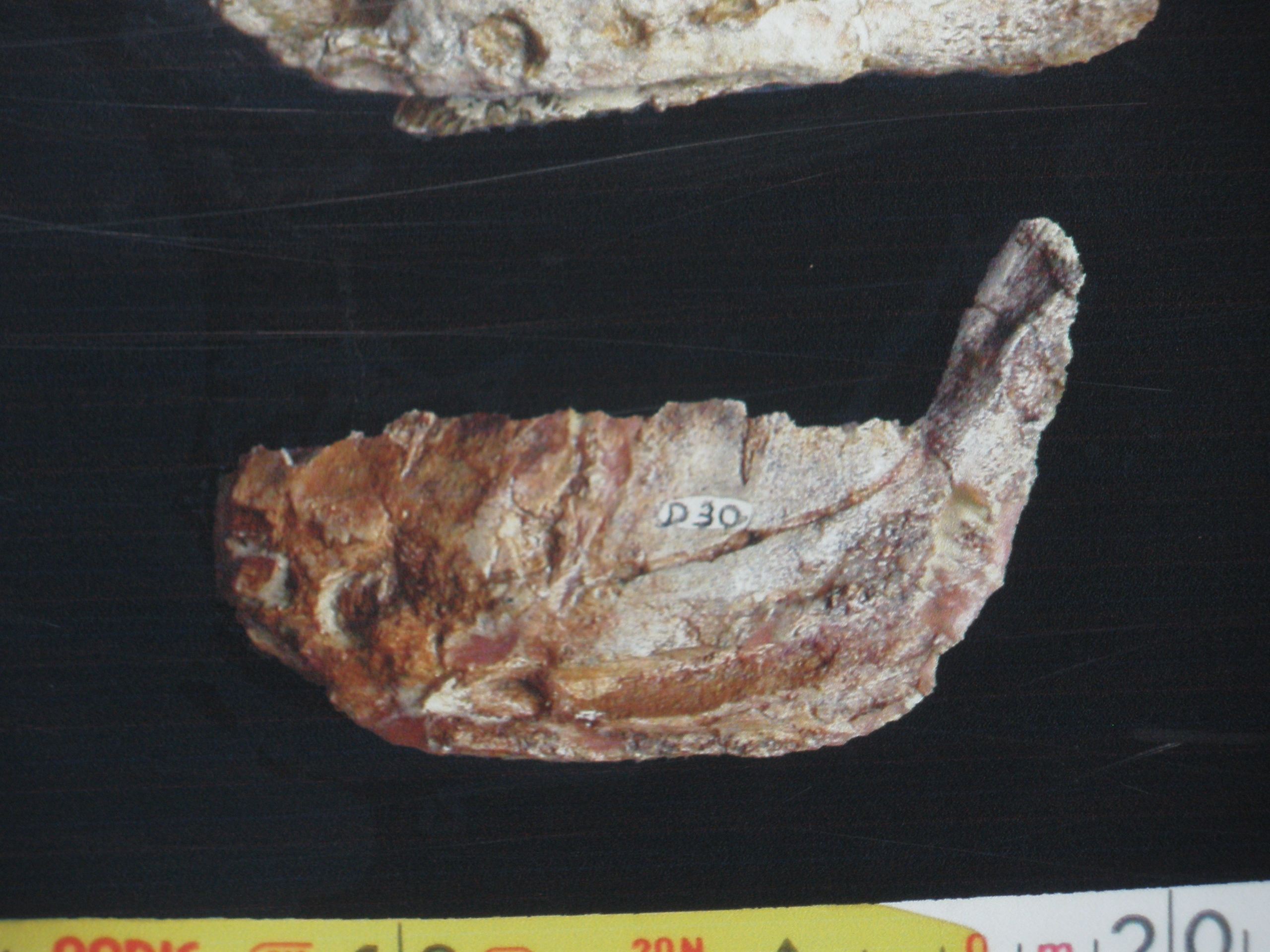
Fósil de Rhabdodon septimanicus

Otra formación de la que se conoce R. priscus es Gres de Saint-Chinian. En ella junto con R priscus se conocen a partir de esta formación a Rhabdodon septimanicus, huevos de dinosaurio, Nodosauridae indet. anteriormente asignadoa como Rhodanosaurus lugdunensis, Theropoda indet., Variraptor mechinorum, Avialae indet., Enantiornithes indet. y un posible Abelisauridae indet..

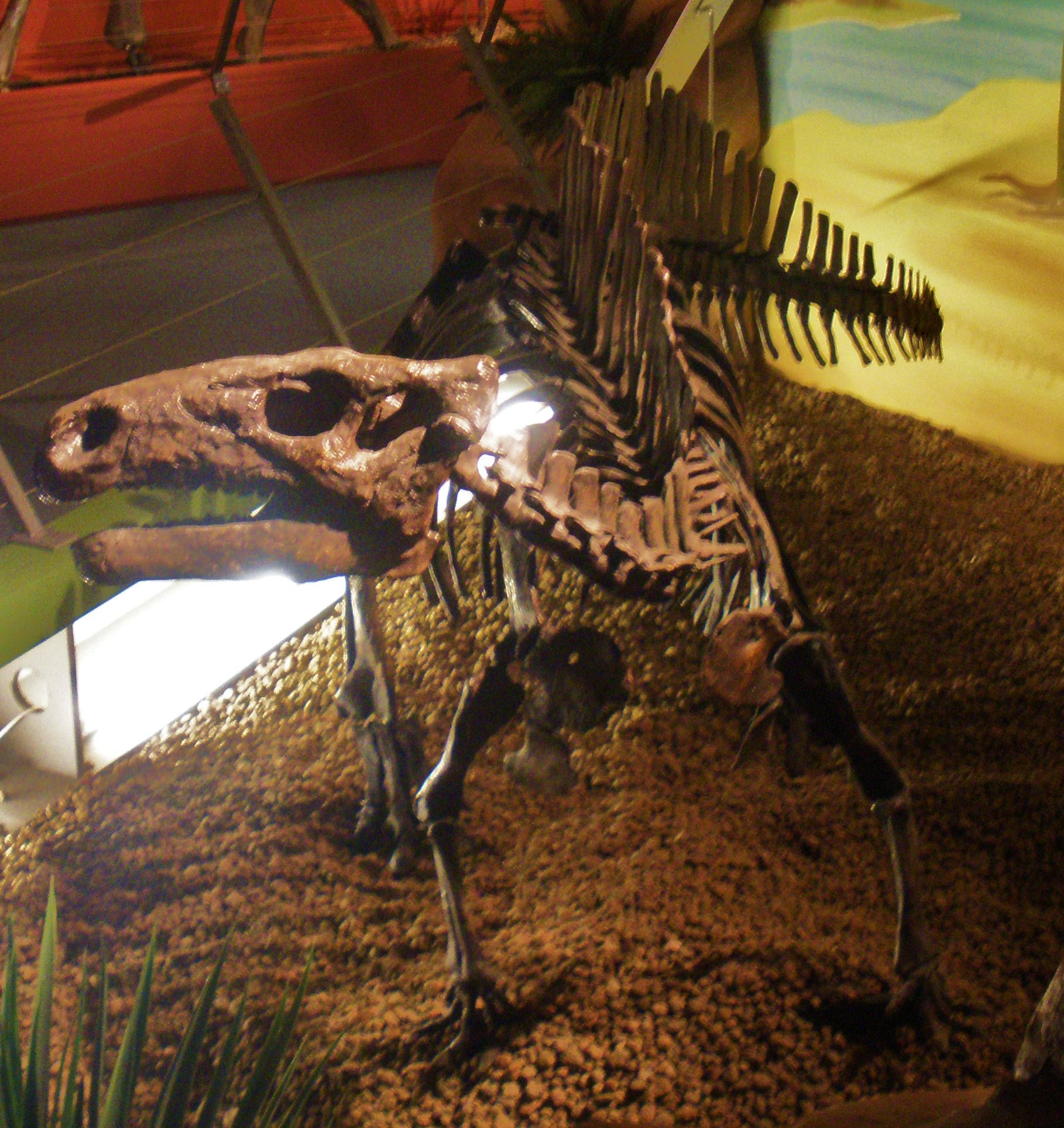
Esqueleto reconstruido de Rhabdodon priscus

Rhabdodon priscus es uno de los pocos vertebrados conocidos de la Formación Gres de Labarre. Los únicos otros fósiles de la formación pertenecen a Ampelosaurus atacis y a Nodosauridae indet.
Rhabdodon sp. fue hallado la región de Lo Hueco de finales del Cretácico en la Formación Villalba de la Sierra. Un estudio muestraba que el área alrededor de Lo Hueco se remonta al Campaniano tardío y al Maastrichtiano temprano, aunque un estudio más reciente revisó la fechadatandola a finales del Maastrichtiano. El estudio mostró que Lo Hueco estaba cerca de la costa del mar de Tetis, una gran vía marítima a través del sur de Europa y el norte de África. Se demostró que el área directamente en la costa era un ambiente acuático de agua salobre, con una llanura de inundación fangosa al lado. Se encontró que Lo Hueco estaba dentro de la llanura aluvial. Se encontró que la llanura de inundación tenía canales de distribución de arena y material terrígeno.
Se han encontrado muchos dinosaurios en la Formación Villalba de la Sierra, incluido Rhabdodon sp. Consisten en posibles restos de Lirainosaurus, Ampelosaurus atacis, euornitópodos basales desconocidos, probables anquilosaurianos, un dromeosaurino indeterminado y un velociraptorino desconocido. Las plantas conocidas de la formación están representadas por ramas y hojas carbonizadas. Los invertebrados se conocen únicamente de los bivalvos y gasterópodos. Los peces de la formación incluyen lepisosteidos y actinopterigios y teleósteos no identificados. Los fósiles de tortugas son muy comunes, pero solo se han identificado dos grupos diferentes, los Bothremydidae Polysternon y Rosasia , junto con un Pancryptodiran indeterminado. Los lagartos escamosos se conocen sólo a partir de unos pocos especímenes indeterminados, y los cocodrilos eusuquios se conocen a partir de un espécimen con similitudes con Allodaposuchus y Musturzabalsuchus.

## En la cultura popular
Rhabdodon hace su aparición en la serie de televisión de Discovery Channel Dinosaur Planet, bajo el nombre de "Iguanodon enano".